# Ghostface Killah
Ghostface Killah, właśc. Dennis David Coles (ur. 9 maja 1970 w Nowym Jorku) – amerykański raper i czołowy członek hip-hopowej grupy Wu-Tang Clan. Po osiągnięciu przez grupę sukcesu wydanym w 1993 roku debiutanckim albumem Enter the Wu-Tang (36 Chambers), wszyscy członkowie rozpoczęli kariery solowe. Ghostface Killah swoją solową karierę rozpoczął w 1996 roku albumem Ironman, który został wydany nakładem Epic Records. Album otrzymał bardzo przychylne opinie muzycznych krytyków. Od tego czasu raper kontynuuje solową karierę wydając do dziś dziesięć solowych albumów, oraz kilka projektów kolaboracyjnych. Swój pseudonim Coles zaczerpnął z filmu wydanego w 1979 roku pod tytułem Mystery of Chessboxing.
Ghostface Killah jest jednym z najbardziej rozpoznawalnych raperów w historii muzyki hip-hop. Raper jest głównie znany ze swojego dynamicznego flow,  emocjonalnych tekstów, narracji zawierającej dużo niezrozumiałego slangu oraz tzw. strumienia świadomości. W 2006 roku stacja muzyczna MTV włączyła rapera na honorowej liście Najlepszych MC wszech czasów. Rok później portal About.com umieścił go w spisie Najlepszych MC naszych czasów (1987–2007), nazywając go "jednym z najlepszych tekściarzy naszej epoki".

## Kariera
Ghostface w latach 90. był współlokatorem RZA, i pomagał mu zebrać pozostałych członków Wu-Tang Clanu. Po ukazaniu się debiutu grupy w 1993 roku, Ghostface stał się jednym z najbardziej rozpoznawalnych raperów w środowisku hip-hopowym. W 1995 roku Coles pojawił się niemal w każdym utworze na albumie swojego kolegi z zespołu Raekwona zatytułowanego Only Built 4 Cuban Linx…. Album uzyskał bardzo przychylne recenzje i do dziś uznawany jest za przełomowy w podgatunku mafioso rap. Swój debiutancki album Ironman, raper wydał w 1996 roku nakładem wytwórni Epic Records. Album zadebiutował na 2. miejscu notowania Billboard 200, oraz na 1. miejscu Top R&B/Hip-Hop Albums, co tylko umocniło pozycje rapera. Do dziś album uważany jest za jeden z najlepszych hip-hopowych albumów w historii hip-hopu.

## Pseudonimy
Coles jak większość członków Wu-Tang Clanu używa kilku pseudonimów zaczerpniętych z filmów, mitologii itp.
- Ghostface Killah (pisane również jako Ghostface Killer, Ghost Face Killah, oraz GFK) – pseudonim zaczerpnięty z filmu Mystery of Chessboxing (1979), w którym głównym antagonistą jest Ghost Face Killah[2].
  - Ghostface – skrócona wersja Ghostface Killah używana podczas nagrywania albumu The Pretty Toney Album[9][10].
  - Ghost Deini[11] (również Ghostdini)
- Ironman, Tony Starks lub po prostu Starks – raper często używa pseudonimu zaczerpniętego z komiksów Marvela o Iron Manie oraz jego alter-ego Tonym Starku.
  - Starky Love[12]
  - Pretty Toney[13] (skracane do P Tone) – imię zaczerpnięte z wydanego w 1973 roku filmu The Mack[14].
- The Wally Champ, The Wallabee Kingpin[15] – nazwa zaczerpnięta od marki butów produkowanych przez przedsiębiorstwo Clarks o nazwie Wallabee.

## Twórczość
| Albumy solowe - Ironman (1996) - Supreme Clientele (2000) - Bulletproof Wallets (2001) - The Pretty Toney Album (2004) - Fishscale (2006) - More Fish (2006) - The Big Doe Rehab (2007) - Ghostdini: Wizard of Poetry in Emerald City (2009) - Apollo Kids (2010) - Twelve Reasons to Die (2013) - 36 Seasons (2014) - Twelve Reasons to Die II (2015) - Ghostface Killahs (2019) - Set The Tone (Guns & Roses) (2024) - Supreme Clientele 2 (2025) | Albumy kolaboracyjne - 718 (z Theodore Unit) (2004) - Put It on the Line (z Trife Da God) (2005) - Sniperlite (z J Dillą oraz MF Doomem) (2008) - Wu-Massacre (jako Meth, Ghost & Rae) (2010) - Wu Block (z Sheek Louchem) (2012) - Sour Soul (z BadBadNotGood) (2015) - The Lost Tapes (z Big Ghost Ltd.) (2018) - Czarface Meets Ghostface (z Czarface) (2019) Albumy kompilacyjne - Shaolin’s Finest (2003) - Hidden Darts: Special Edition (2007) - The Wallabee Champ (2008) - GhostDeini the Great (2008) - Best of Ghostface Killah (2014) |

Książki
- Rise of a Killah: My Life in the Wu-Tang (2024, ISBN 978-1250274274)

## Filmografia
| Filmy / dokumenty - Czarne i białe (1999) jako on sam - Freestyle: The Art of Rhyme jako on sam - Hunter Dawson (2002) jako on sam - Scarface: Origins of a Hip Hop Classic (2003) jako on sam - Hip Hop Babylon 2 (2003) jako on sam - Fade to Black (2004) jako on sam - Letter to the President (2005) jako on sam - Method Man Presents: The Strip Game (2005) jako on sam - The MC: Why We Do It (2005) jako on sam - Rap Sheet: Hip-Hop and the Cops (2006) jako on sam - Rock the Bells (2006) jako on sam - Idź twardo: historia Deveya Coxa (2007) jako on sam - Wu: The Story of the Wu-Tang Clan (2007) jako on sam - Dirty: The Official O.D.B. Biography (2008) jako on sam - Big Pun: The Legacy (2008) jako on sam - Iron Man (2008) jako szeik Dubaju - Pewnego razu w Rzymie (2010) – DJ na wystawie w muzeum Guggenheima - Wu-Tang Saga (2010) jako on sam - A Tribe Called Quest. Życie w rytmie bitów (2011) jako on sam | Programy telewizyjne / seriale - Rockefeller Plaza 30 (2006) jako on sam - Human Giant (2007) jako on sam - The Boondocks (2007) jako on sam - Rushing Jason (2008) jako Big Poppa - Mob Wives (2011) jako on sam - Couples Therapy (2014) jako on sam - Luke Cage (2018) jako on sam Gry komputerowe - Wu-Tang: Taste the Pain (1999) jako on sam - Def Jam Vendetta (2003) jako on sam - Def Jam: Fight for NY (2004) jako on sam - Def Jam: Icon (2007) jako on sam |